# Wells megye (Észak-Dakota)
Wells megye az Amerikai Egyesült Államokban, azon belül Észak-Dakota államban található. Megyeszékhelye Fessenden, legnagyobb városa Harvey. Lakosainak száma 3982 fő (2020. április 1.). Wells megye Benson, Eddy, Foster, Stutsman, Kidder, Sheridan és Pierce megyékkel határos.

## Népesség
A megye népességének változása:
| Lakosok száma | 4197 | 4221 | 4274 | 4206 | 4168 | 3982 |
|               | 2010 | 2011 | 2012 | 2013 | 2015 | 2020 |